# Tomáš Binter (sportovní lezec)
Tomáš Binter, ml. (* 1992 České Budějovice) je bývalý český reprezentant ve sportovním lezení, vicemistr ČR a trojnásobný vítěz Českého poháru v lezení na obtížnost. Povoláním reklamní a portrétní fotograf, lektor v ateliéru Užité fotografie na Západočeské univerzitě. Držitel ocenění Czech Press Photo.
V současnosti je spoluzakladatelem a členem organizačního týmu skialpinistického festivalu SkialpujFEST, lektorem v projektu Skialp do škol a členem prezídia lezecké asociace LANO. Jeho otec Tomáš Binter je bývalý reprezentační trenér a předseda komise soutěžního lezení Českého horolezeckého svazu.

## Výkony a ocenění

### Závodní výsledky
| Mistrovství světa | Mistrovství světa | Mistrovství světa | Mistrovství světa |
| Rok               | 2011              | 2012              | 2014              |
| ----------------- | ----------------- | ----------------- | ----------------- |
| Obtížnost         | 91                | 57                | 46                |

| Světový pohár (nalevo jsou poslední závody v roce) | Světový pohár (nalevo jsou poslední závody v roce) | Světový pohár (nalevo jsou poslední závody v roce) | Světový pohár (nalevo jsou poslední závody v roce) | Světový pohár (nalevo jsou poslední závody v roce) | Světový pohár (nalevo jsou poslední závody v roce) | Světový pohár (nalevo jsou poslední závody v roce) | Světový pohár (nalevo jsou poslední závody v roce) |
| Rok                                                | 2010                                               | 2011                                               | 2012                                               | 2013                                               | 2014                                               | 2015                                               | 2016                                               |
| -------------------------------------------------- | -------------------------------------------------- | -------------------------------------------------- | -------------------------------------------------- | -------------------------------------------------- | -------------------------------------------------- | -------------------------------------------------- | -------------------------------------------------- |
| Obtížnost                                          | 0                                                  | 0                                                  | 0                                                  | 0                                                  | 0                                                  | 0                                                  | 0                                                  |
| jednotlivě                                         | 58,-,-,-,-,-                                       | -,51,-,-,-,45,-,-,-,76-77                          | 45,-,-,-,-,-,50-51,55-58,53                        | 52,41,-,-,-,-,41,50                                | 39-40,-,-,-,47,41,46                               | 58,-,-,31-33,56,54,62                              | 59,-,-,-,-,66,75                                   |

| Mistrovství Evropy | Mistrovství Evropy | Mistrovství Evropy |
| Rok                | 2013               | 2015               |
| ------------------ | ------------------ | ------------------ |
| Obtížnost          | 45                 | 43                 |

| Mistrovství ČR | Mistrovství ČR | Mistrovství ČR | Mistrovství ČR | Mistrovství ČR | Mistrovství ČR | Mistrovství ČR | Mistrovství ČR |
| Rok            | 2010           | 2011           | 2012           | 2013           | 2014           | 2015           | 2016           |
| -------------- | -------------- | -------------- | -------------- | -------------- | -------------- | -------------- | -------------- |
| Obtížnost      | 4              | 8              | 3              | 3              | 6              | 2              | 5              |

| Český pohár        | Český pohár | Český pohár | Český pohár | Český pohár | Český pohár | Český pohár  | Český pohár |
| Rok                | 2010        | 2011        | 2012        | 2013        | 2014        | 2015         | 2016        |
| ------------------ | ----------- | ----------- | ----------- | ----------- | ----------- | ------------ | ----------- |
| Obtížnost          | 6           | 5           | 1           | 1           | 2           | 1            | 4           |
| jednotlivě (4/8/3) | 4,11,17     | ,8,7,6      | ,,5         | ,,12        | 6,,         | ,            | 5,7,,4      |
| Bouldering         | —           | —           | —           | —           | 26          | 34           | 24          |
| jednotlivě         | —           | —           | —           | —           | -,-,-,6,-,- | -,-,-,-,-,11 | -,-,6,-,-   |

| Mistrovství světa juniorů | Mistrovství světa juniorů | Mistrovství světa juniorů | Mistrovství světa juniorů | Mistrovství světa juniorů |
| Rok                       | 2008 kat. A               | 2009 kat. A               | 2010 junioři              | 2011 junioři              |
| ------------------------- | ------------------------- | ------------------------- | ------------------------- | ------------------------- |
| Obtížnost                 | 51-52                     | 67                        | 38                        | 35-36                     |

| Evropský pohár juniorů (nalevo jsou poslední závody v roce) | Evropský pohár juniorů (nalevo jsou poslední závody v roce) | Evropský pohár juniorů (nalevo jsou poslední závody v roce) | Evropský pohár juniorů (nalevo jsou poslední závody v roce) | Evropský pohár juniorů (nalevo jsou poslední závody v roce) |
| Rok                                                         | 2008 kat. A                                                 | 2009 kat. A                                                 | 2010 junioři                                                | 2011 junioři                                                |
| ----------------------------------------------------------- | ----------------------------------------------------------- | ----------------------------------------------------------- | ----------------------------------------------------------- | ----------------------------------------------------------- |
| Obtížnost                                                   | 54-56                                                       | 0                                                           | 20                                                          | 17                                                          |
| jednotlivě                                                  | 36,34,-,-,29                                                | 33,-,-,40,-                                                 | 20,22,14,26-27,23                                           | 21,20,31,12,17                                              |

| Mistrovství ČR mládeže | Mistrovství ČR mládeže |
| Rok                    | 2011                   |
| ---------------------- | ---------------------- |
| Obtížnost              | 4                      |

| Český pohár mládeže | Český pohár mládeže |
| Rok                 | 2011 junioři        |
| ------------------- | ------------------- |
| Obtížnost           | 2                   |
| jednotlivě          | ,4,,                |